# Côn trùng
Côn trùng hay còn gọi là sâu bọ, là một lớp sinh vật thuộc về ngành động vật không xương sống, chúng có bộ xương ngoài làm bằng kitin. 
Cơ thể chúng có ba phần (đầu, ngực và bụng), ba cặp chân, mắt kép và một cặp râu. Côn trùng là nhóm động vật đa dạng nhất hành tinh, gồm hơn một triệu loài đã được mô tả và gồm hơn một nửa số sinh vật sống.
Số loài còn sinh tồn được cho là từ 6 – 10 triệu loài, và đại diện cho 90% dạng sống của các loài động vật khác nhau trên Trái Đất. Côn trùng có thể sống được ở hầu hết các môi trường sống, mặc dù chỉ có số ít các loài sống ở biển và đại dương, nơi mà động vật giáp xác chiếm ưu thế hơn. "Côn trùng" là từ Hán Việt, với "côn" (昆) có nghĩa là nhiều nhung nhúc, và "trùng" (虫) là loài sâu bọ, ý ám chỉ đến sự mắn đẻ sinh sôi của lớp sinh vật này.

## Hình thái và phát triển

Mô hình giải phẫu côn trùng
A- Đầu B- Ngực (Thorax) C- Bụng (Abdomen)
1. Râu (antenna)
2. Mắt đơn dưới (lower ocelli)
3. Mắt đơn trên (upper ocelli)
4. Mắt kép (compound eye)
5. Não bộ (brain)
6. Ngực trước (prothorax)
7. Động mạch lưng (dorsal artery)
8. Các ống khí (tracheal tubes)
9. Ngực giữa (mesothorax)
10. Ngực sau (metathorax)
11. Cánh trước (first wing)
12. Cánh sau (second wing)
13. Ruột giữa (dạ dày) (mid-gut, stomach)
14. Tim (heart)
15. Buồng trứng (ovary)
16. Ruột sau (hind-gut)
17. Hậu môn (anus)
18. Âm đạo (vagina)
19. Chuỗi hạch thần kinh bụng (nerve chord)
20. Ống Malpighi
21. Gối (pillow)
22. Vuốt (claws)
23. Cổ chân (tarsus)
24. Ống chân (tibia)
25. Xương đùi (femur)
26. Đốt chuyển (trochanter)
27. Ruột trước (fore-gut)
28. Hạch thần kinh ngực (thoracic ganglion)
29. Khớp háng (coxa)
30. Tuyến nước bọt (salivary gland)
31. Hạch thần kinh dưới hầu (subesophageal ganglion) và
32. Các phần phụ miệng (mouthparts)

Kích thước côn trùng dao động khoảng từ trên dưới 1 mm tới khoảng 180 mm về chiều dài. Côn trùng có cơ thể phân đốt và được bảo vệ bởi một bộ xương ngoài, một lớp cứng được cấu tạo chủ yếu bởi kitin. Cơ thể được chia thành đầu, ngực và bụng. Trên đầu có một cặp râu là cơ quan cảm giác, một cặp mắt kép và 3 mắt đơn (ở giai đoạn sâu non có thể là 6 mắt đơn) và một miệng. Ngực có 6 chân (mỗi đốt một cặp chân) và 2 – 4 cánh (ở các loài có cánh). Bụng có cơ quan bài tiết và cơ quan sinh sản
Côn trùng có một hệ tiêu hoá hoàn chỉnh, gồm một ống liên tục từ miệng tới hậu môn, khác với nhiều loài động vật chân khớp đơn giản khác có hệ tiêu hoá chưa hoàn chỉnh. Cơ quan bài tiết gồm các ống Malpighi, với chức năng thải các chất thải chứa nitơ, ruột sau làm nhiệm vụ điều hoà áp suất thẩm thấu, đoạn cuối ruột sau có khả năng tái hấp thu nước cùng với muối natri và kali. Vì vậy, côn trùng thường không bài tiết nước ra cùng với phân, thực tế thì chúng cho phép dự trữ nước trong cơ thể. Quá trình tái hấp thu này giúp chúng có thể chịu đựng được với điều kiện môi trường khô và nóng.
Hầu hết côn trùng có hai cặp cánh liên kết với đốt ngực 2 và 3. Côn trùng là động vật không xương sống duy nhất đã tiến hoá theo hướng bay lượn và chính điều này đóng một vai trò quan trọng trong sự thành công của chúng. Các côn trùng có cánh, và những côn trùng không cánh thứ sinh đã tạo nên nhóm có cánh (Pterygota). Cơ chế bay của côn trùng cho đến nay vẫn chưa được tìm hiểu một cách đầy đủ, người ta cho rằng nó phụ thuộc rất lớn vào khối không khí nhiễu loạn do cánh tạo ra.
Ở những côn trùng nguyên thủy lại dựa chủ yếu vào tác động của hệ cơ lên cánh và cấu trúc của cánh. Ở những bộ tiến hoá hơn như Neoptera, cánh thường gập lại trên lưng khi chúng nghỉ ngơi. Ở những côn trùng này, cánh được hoạt động bởi các cơ bay gián tiếp mà giúp cánh vận động bằng cách ép mạnh lên thành ngực. Những cơ này có thể co lại khi bị căng ra mà không cần sự điều khiển của hệ thần kinh, điều này cho phép chúng tạo ra tần số co giãn cơ tương đối cao.
Côn trùng sử dụng cơ quan hô hấp khí quản để vận chuyển oxy vào trong cơ thể. Các ống khí này mở ra ở bề mặt cơ thể và được gọi là lỗ thở (mỗi đốt có 1 đôi lỗ thở ở 2 bên), từ đây không khí được dẫn vào hệ thống khí quản. Không khí đi vào các mô thông qua các nhánh khí quản. Vòng tuần hoàn của côn trùng, cũng như tất cả các chân khớp khác là một hệ hở. Tim bơm dịch huyết vào động mạch qua xoang tim.

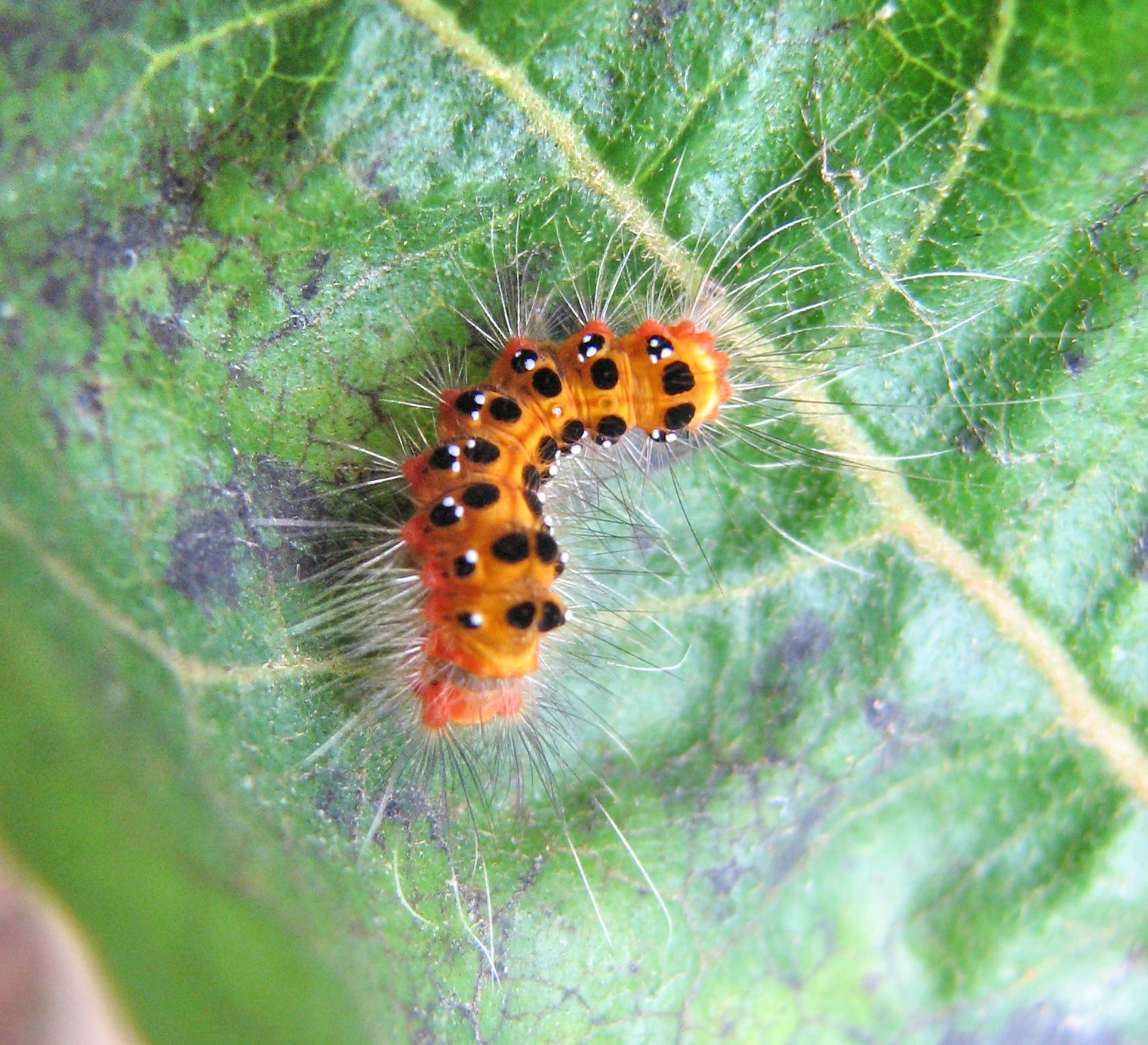
Sâu, ấu trùng của loài cánh vảy Lepidoptera (bướm và ngài) biến thái không hoàn toàn.

Côn trùng nở từ trứng, trải qua nhiều lần lột xác trước khi đạt tới kích thước trưởng thành của loài. Cách sinh trưởng này là bắt buộc vì chúng có bộ xương cứng bên ngoài, được cấu tạo chủ yếu bởi kitin (chitin). Lột xác là quá trình mà con vật thoát khỏi lớp xương ngoài cũ để tăng lên về kích thước, sau đó hình thành nên bộ xương ngoài mới, vì lớp xương ngoài bằng kitin hoặc đá vôi của các loài chân khớp không thể tăng lên về kích cỡ, trong khi cơ thể của chúng luôn luôn lớn lên cho tới lúc trưởng thành.
Ở hầu hết các loài côn trùng, giai đoạn trẻ được gọi là thiếu trùng (nymph). Thiếu trùng có thể có cấu tạo tương tự như Thành trùng như ở châu chấu (mặc dù cánh vẫn chưa chỉ phát triển đầy đủ cho đến giai đoạn trưởng thành). Đây là những côn trùng biến thái không hoàn toàn. Ở những côn trùng biến thái hoàn toàn (hầu hết côn trùng), trứng nở thành dạng ấu trùng, có dạng giống như giun đất, gọi là giai đoạn sâu non. Ấu trùng phát triển và cuối cùng biến thái thành nhộng (pupa - một giai đoạn được bao bọc trong kén) ở một số loài. Ở trạng thái kén, chúng trải qua những thay đổi đáng kể về hình dạng và cuối cùng chui ra khỏi kén như một con trưởng thành hay còn gọi là hoá vũ. Bướm là một ví dụ tiêu biểu cho bọn côn trùng có biến thái hoàn toàn.

## Tập tính
Nhiều loài côn trùng có các cơ quan cảm giác rất tinh tế. Trong một số trường hợp, các giác quan của chúng nhạy cảm hơn con người rất nhiều. Ví dụ, ong có thể nhìn được trong phổ bức xạ cực tím để tìm kiếm nơi hút mật là những bông hoa có bức xạ này để "dẫn đường" cho ong. Bướm đực có cái "mũi chuyên hóa" là đôi ăng-ten (ở bướm ngày ăng ten có chóp tròn ở đầu mút và ở ngài (bướm đêm) lại có dạng lông vũ hoặc không có đầu mút tròn) có thể ngửi thấy pheromon của bướm cái từ khoảng cách vài km.
Các côn trùng có tập tính xã hội như kiến hay ong, chúng sống cùng nhau trong một tập đoàn lớn và được tổ chức rất tốt. Các cá thể trong tập đoàn tương đối giống nhau về bộ gen (do trinh sản) nên người ta có thể coi cả tập đoàn như một "siêu cơ thể". Đứng đầu một thị tộc côn trùng như vậy là con chúa-con cái duy nhất có khả năng sinh sản, và chỉ đảm nhiệm chức vụ này trong bầy và là mẹ của mọi con côn trùng khác trong thị tộc, bao gồm những con thợ là những con cái không có khả năng sinh sản, thực hiện mọi nhiệm vụ của tổ, từ kiếm thức ăn, vệ sinh tổ và vệ sinh con chúa, chăm sóc ấu trùng.
Con chúa điều khiển lũ con của mình bằng pheromone, và cứ vào mỗi mùa sinh sản mới, chúng lại cho ra đời một lứa con cháu là hậu duệ của mình, khi trưởng thành những con này sẽ bay đi để tạo nên một thị tộc riêng, những đàn kiến cánh bay vào nhà bạn chính là hình ảnh minh họa rõ nét của chúng. Còn những con thợ thì được sinh ra hằng ngày với tốc độ chóng mặt. Còn những con đực chỉ đóng vai trò sinh sản. Một tập tính quan trọng của côn trùng là một vài loài và ở một số giai đoạn biến thái chúng có thời kỳ ngủ đông (hibernate) và thời kỳ đình dục (diapause).

## Giác quan của côn trùng
Một trong những lý do giúp côn trùng không ngừng tồn tại, tiến hóa và phát triển trong suốt hàng trăm triệu năm qua, thích ứng với mọi môi trường sống trên cạn chính là một hệ thống giác quan cực kì nhanh nhạy và chính xác mà tạo hóa trang bị cho chúng, được sử dụng trong mọi hoạt động di chuyển, tìm kiếm thức ăn, trốn tránh kẻ thù và sinh sản.

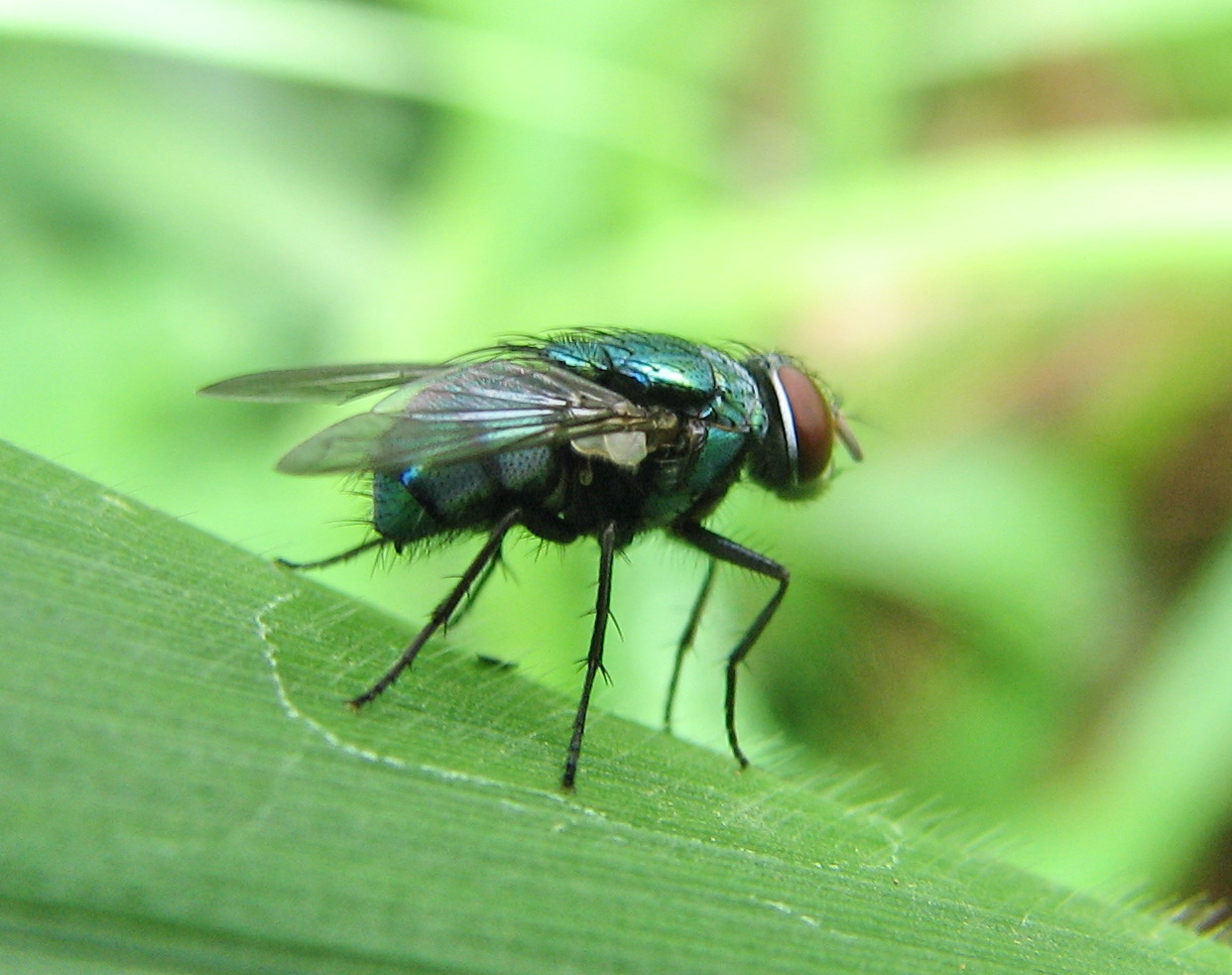
Nhặng xanh (thuộc bộ Diptera, những vũ công thiện nghệ trong thế giới côn trùng
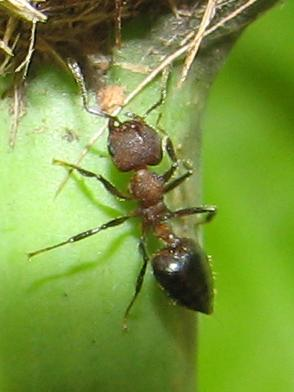
Kiến có thị giác kém hơn, thích ứng với đời sống dưới lòng đất tối tăm, không bay lượn, giao tiếp bằng các mùi hóa học.
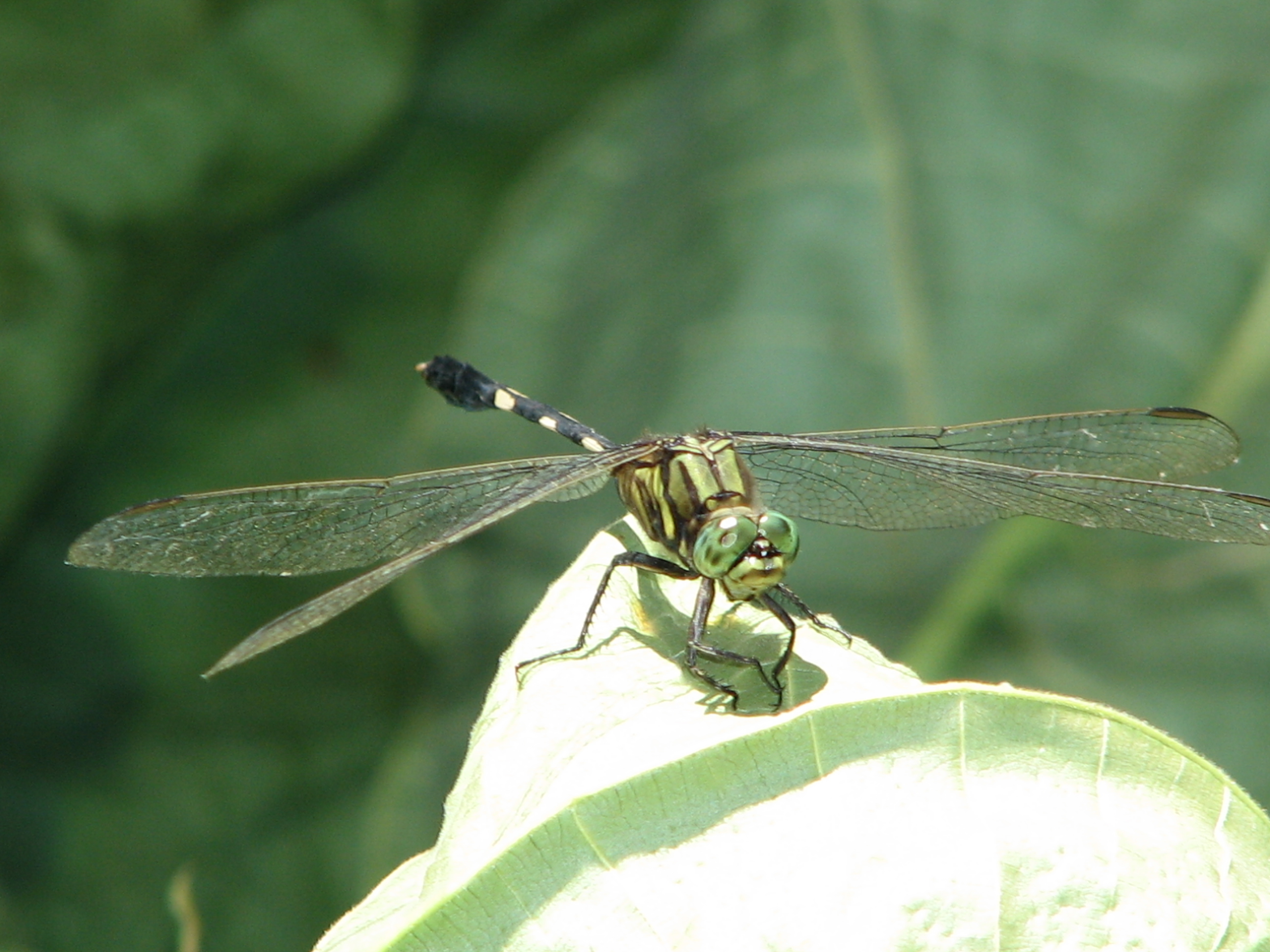
Chuồn chuồn ngô với một cái đầu... toàn mắt.
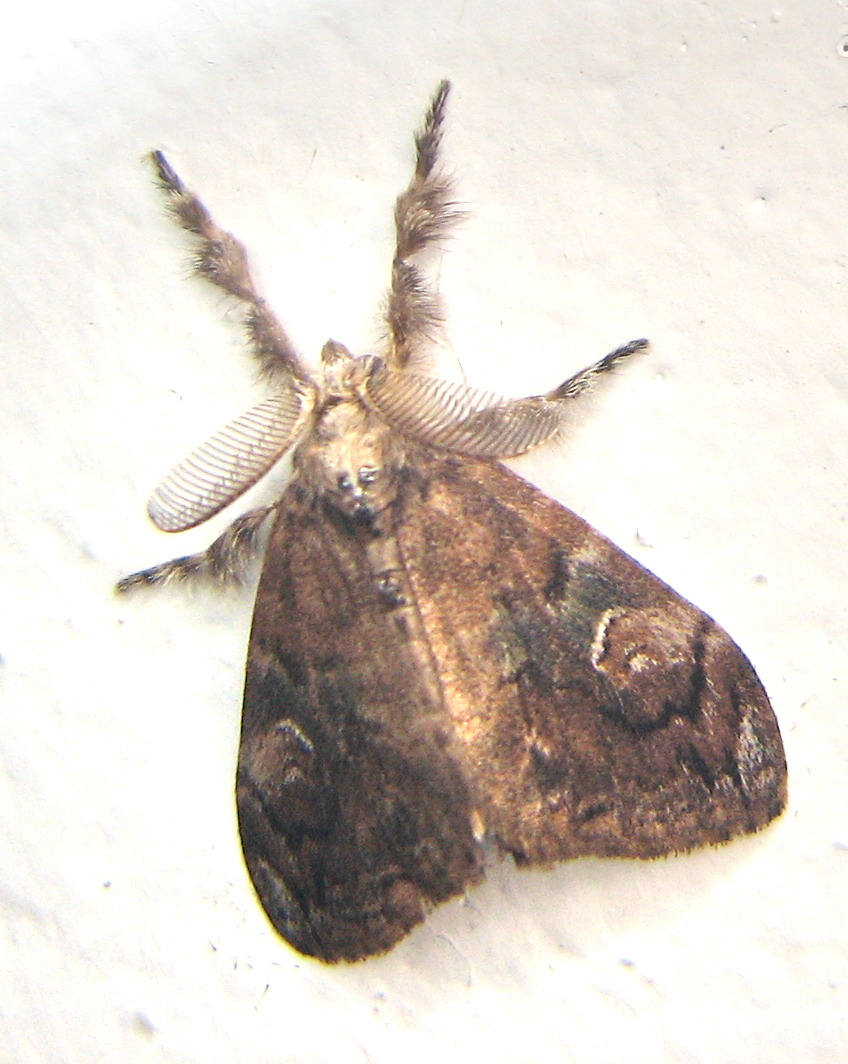
Con ngài này có ăngten hình lông vũ. Ngài đực dùng ăngten để tìm kiếm bạn tình.
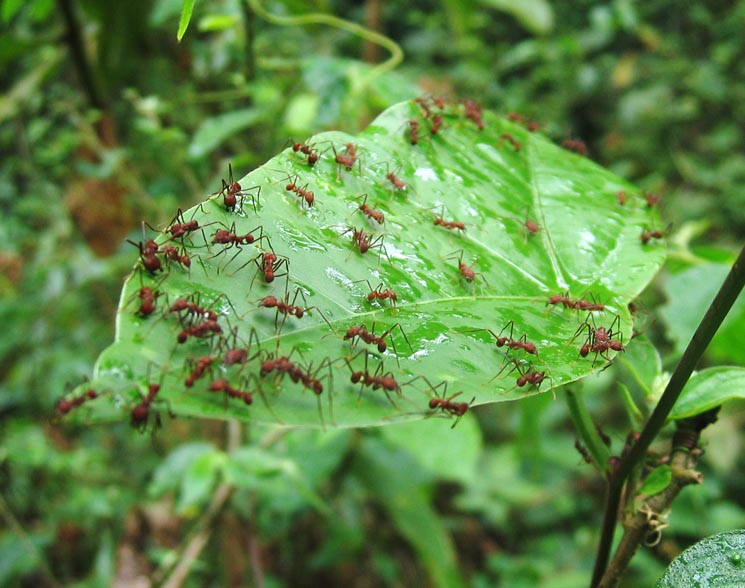
Kiến bò trên lá

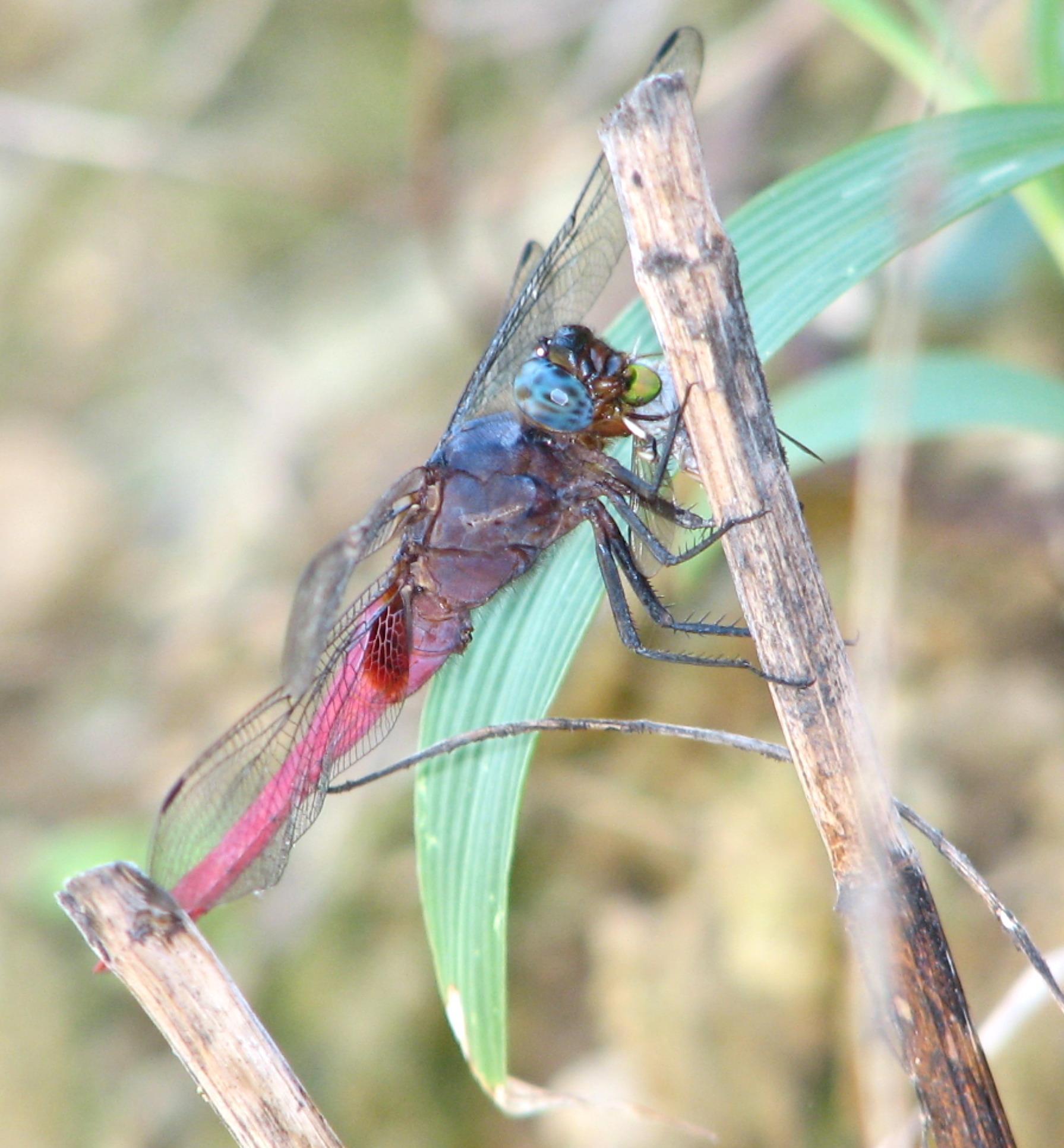
Chuồn chuồn (thuộc bộ Odonata có đôi mắt kép gồm hàng chục ngàn thấu kính bao phủ khắp đầu, giúp chúng có tầm nhìn rộng để phát hiện con mồi và địch thủ.

Thị giác của côn trùng thuộc hàng tốt nhất trong thế giới động vật. Và chúng lại có tới hai loại mắt: mắt kép và mắt đơn.
Mỗi mắt kép của côn trùng được tạo nên bởi hàng trăm, hàng nghìn thấu kính nhỏ (là một tế bào thị giác) có kích thước hiển vi, mỗi thấu kính lại tiếp nhận một hình ảnh giống hệt nhau, điều đó có nghĩa là nếu bạn đứng trước một con ruồi, thì trong mắt nó, hình ảnh của khuôn mặt bạn sẽ được nhân lên hàng nghìn lần để hiển thị trên cũng ngần ấy thấu kính tí hon. Trong khi đó, mỗi mắt đơn chỉ được cấu tạo bởi một thấu kính như vậy, và chỉ có tác dụng cảm nhận sáng tối và nhận biết màu sắc mà thôi
Một số côn trùng có cả mắt đơn và mắt kép, trong khi những côn trùng khác chỉ có mắt đơn. Đặc biệt, mắt của côn trùng không chỉ nằm trên đầu. Các nhà khoa học đã thử bịt kín đầu của một con côn trùng, nhưng nó vẫn cảm nhận được vùng có ánh sáng nhờ những tế bào thị giác nằm rải rác trên cơ thể.
Không phải côn trùng nào cũng có thị giác tốt như nhau: Những côn trùng có lối sống săn mồi và ham thích bay lượn vào ban ngày như chuồn chuồn, ruồi, bọ ngựa, ong, bướm và bọ cánh cứng thường có thị giác rất tốt, bằng chứng là đôi mắt của chúng gần như bao trùm một nửa hay toàn bộ cái đầu. Những côn trùng khác ưa tối và hoạt động vào ban đêm (như gián), có cuộc sống chật chội dưới những hào sâu trong lòng đất (như kiến và mối thì có thị giác kém hơn rất nhiều. Bù lại, con gián có đôi ăngten dài có vai trò xúc giác (chạm vào các vật thể xung quanh như chiếc gậy dò đường của người mù), vai trò khứu giác giúp chúng tìm ra chiếc bánh ngọt của bạn và có những lông xúc giác cực nhạy nhô ra từ đằng sau bụng có thể cảm nhận mọi rung động nhỏ nhất của không khí và mặt đất xung quanh giúp chúng biến mất ngay khi con người xuất hiện trong bếp. Mối là hậu duệ tiến hóa của gián, phần lớn chúng đều mù, và một số loài kiến, kẻ thù truyền kiếp của chúng cũng vậy. Nhưng chúng có hệ thống khứu giác hết sức ưu việt và một tập thế sinh sản được tổ chức một cách thông minh, giúp cả tập đoàn kiến thống nhất như một cơ thể trong mọi hoạt động sống thường ngày.

## Ngụy trang và tự vệ
Bốn trăm triệu năm tồn tại trên Trái Đất cũng là bốn trăm triệu năm côn trùng liên tục đấu tranh sinh tồn để đạt được ngôi vị thống lĩnh về số lượng trong giới động vật như ngày nay. Khi mà tác động của môi trường ngày càng thu nhỏ kích thước của côn trùng trong quá trình tiến hoá thì mỗi động vật yếu ớt và bé nhỏ ấy phải tự trang bị cho mình một thứ vũ khí bí mật để tồn tại trước các loài săn mồi, tạo nên một thế giới sinh vật vô cùng phong phú về các phương pháp lẩn trốn và ngụy trang, đôi loài có thể thay đổi màu sắc theo môi trường xung quanh.
- Ngụy trang: Bằng màu sắc và hình dáng của cơ thể, chúng thường ngụy trang thành các vật thể của môi trường sống. Ví dụ: Cành cây, lá khô,...
- Giả trang: Côn trùng thường giả trang thành các con có độc để đe dọa đối phương.

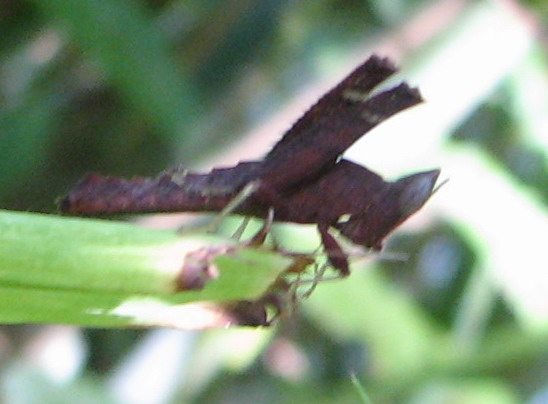
Một vẻ ngoài xấu xí nhưng rất khó phát hiện
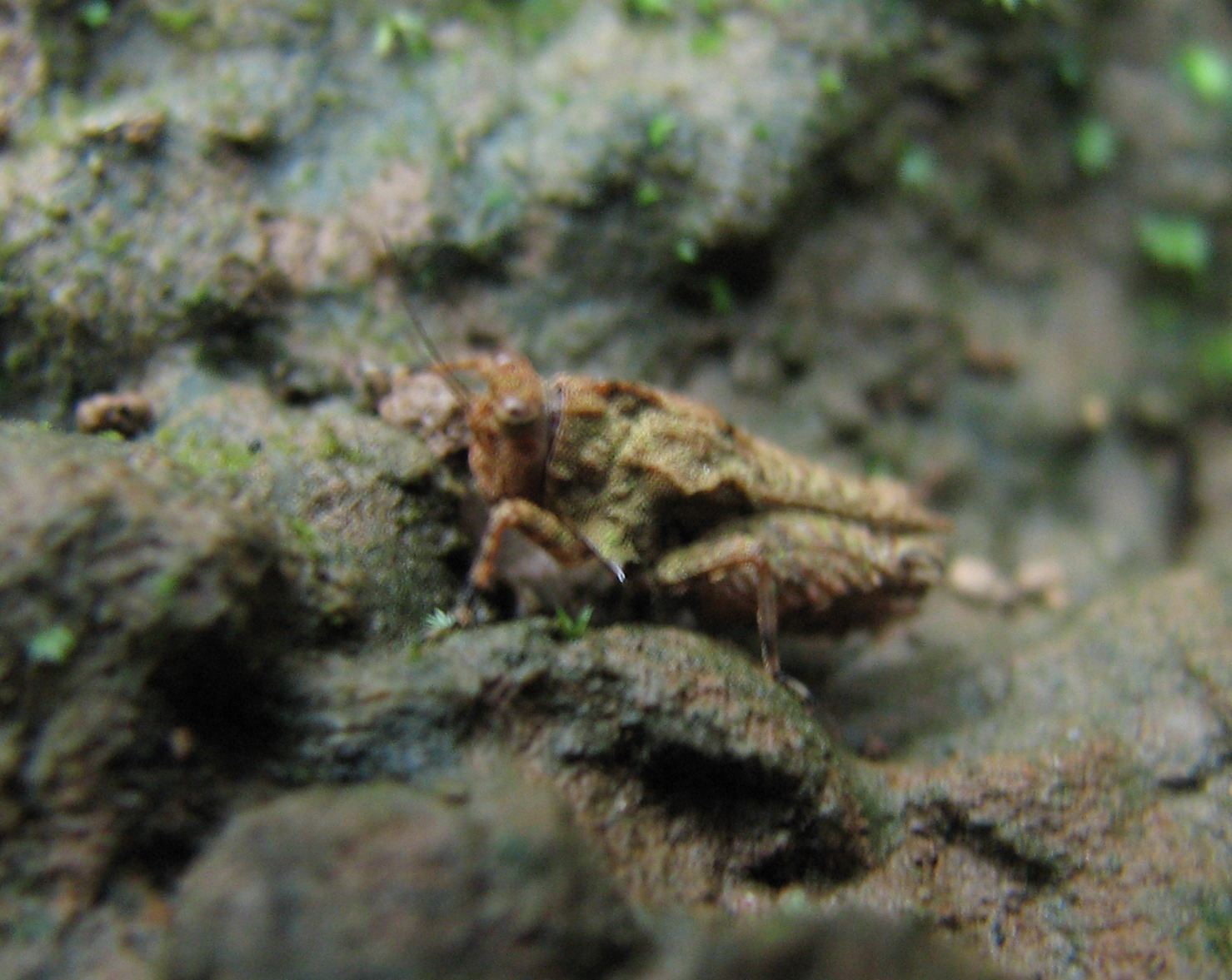
Chú châu chấu với màu áo của bùn và địa y bám chặt trên mỏm đá đồi
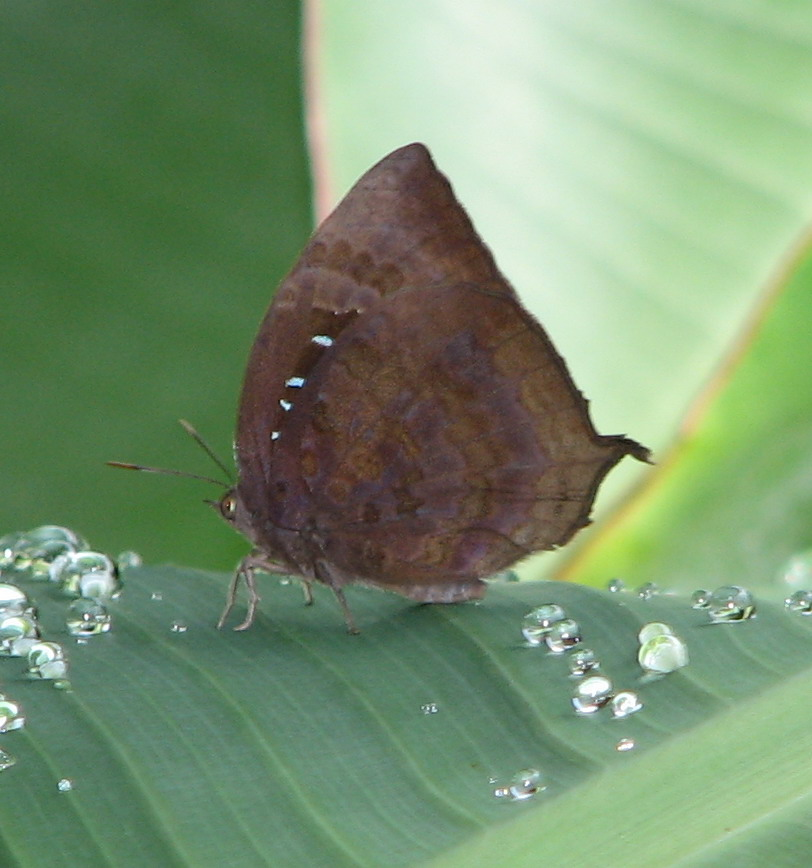
Một con bướm trên chiếc lá

## Vai trò của côn trùng

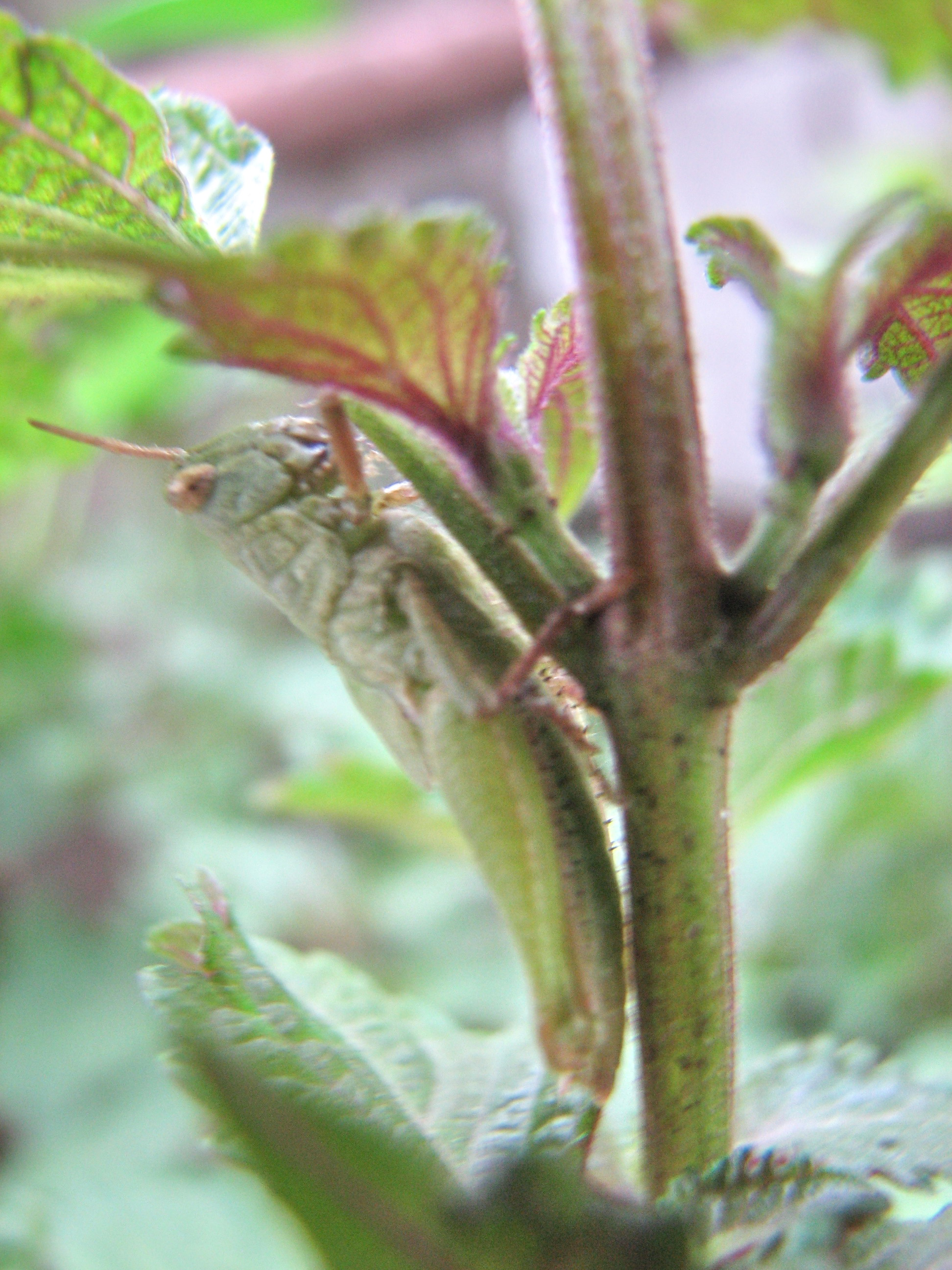
Một con châu chấu ở giai đoạn thiếu trùng, đại diện cho loài côn trùng biến thái không hoàn toàn. Ở giai đoạn này, hình dáng bên ngoài của thiếu trùng đã gần như giống hệt thành trùng, nhưng kích cỡ nhỏ hơn, và cánh ngắn chưa phát triển hoàn toàn. Chúng cần trải qua nhiều lần lột xác nữa để trưởng thành và tham gia sinh sản.

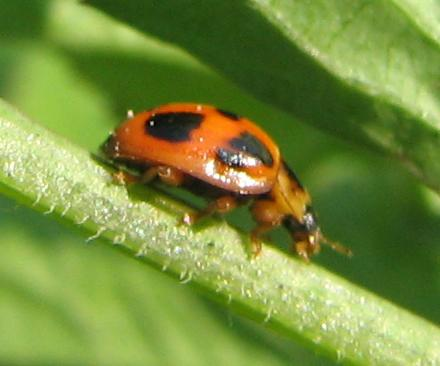
Một con bọ rùa ở giai đoạn trưởng thành, đại diện cho loài côn trùng biến thái hoàn toàn. Cả thành trùng lẫn ấu trùng bọ rùa đều ăn rệp vừng, và là thiên địch tự nhiên có vai trò quan trọng trong việc kiểm soát số lượng rệp hại cây.

Chỉ có 0,1% các loài côn trùng là đi ngược lại lợi ích của con người. Nhiều côn trùng được coi là những con vật có hại với loài người vì chúng truyền bệnh (ruồi, muỗi), phá hủy các công trình (mối), hay làm hỏng các sản phẩm lương thực (mọt). Các nhà côn trùng học đã đưa ra nhiều biện pháp để kiểm soát chúng mà phổ biến nhất là thuốc trừ sâu. Tuy nhiên, ngày nay các phương pháp kiểm soát bằng sinh học (methods of biocontrol) đang ngày càng được dùng phổ biến hơn.
Mặc dù các côn trùng có hại thường nhận được nhiều sự quan tâm hơn, bên cạnh đó vẫn có nhiều loài có lợi cho môi trường và con người. Một số loài thụ phấn cho các loài thực vật có hoa (ví dụ ong, bướm, kiến...). Sự giao phấn (pollination) là sự trao đổi (hạt phấn) giữa các thực vật có hoa để sinh sản. Các loài côn trùng khi lấy mật và phấn hoa đã vô tình tiến hành giao phấn. Ngày nay, một loạt các vấn đề về môi trường đã làm giảm các quần thể "nhà giao phấn" (pollinator) này. Số lượng các loài côn trùng được nuôi với mục đích làm vật trung gian quản lý việc thụ phấn cho thực vật đang trong thời ký phát triển thịnh vượng.
Một số côn trùng cũng sinh ra những chất rất hữu ích như mật, sáp, tơ. Ong mật đã được con người nuôi từ hàng ngàn năm nay để lây mật. Tơ tằm đã có ảnh hưởng rất lớn tới lịch sử loài người, các mối quan hệ thương mại được thiết lập trên con đường vận chuyển tơ lụa giữa Trung Quốc và phần còn lại của thế giới. Ấu trùng được sử dụng để chữa trị vết thương, ngăn chặn sự hoại tử do chúng ăn các phần chết thối. Phương pháp điều trị hiện đại này đã được sử dụng ở một vài bệnh viện trên thế giới.
Nhiều nơi trên thế giới, côn trùng được sử dụng làm thức ăn cho con người (entomophagy) trong khi nó lại là đồ kiêng kị với vùng khác. Thực ra đây cũng là một nguồn protein trong dinh dưỡng của loài người. Người ta không thể ước tính được có bao nhiêu loài côn trùng đã nằm trong thực đơn của con người nhưng nó đã có mặt trong rất nhiều thức ăn, đặc biệt trong ngũ cốc. Hầu hết chúng ta không nhận ra rằng các luật bảo vệ thực phẩm ở nhiều nước không ngăn cản việc có mặt của côn trùng trong thức ăn. Nhiều côn trùng, đặc biệt là các loài cánh cứng là những bọn ăn xác thối, chúng ăn các xác động vật chết, các cây bị gãy mục, trả lại môi trường các dạng hữu ích cho các sinh vật khác sử dụng.
Người Ai Cập cổ đại đã sùng bái coi những con bọ cánh cứng như bọ hung là thần linh, bên cạnh nhiều động vật linh thiêng khác của họ như cá sấu, hà mã, cá trê, chim ưng... Điều này bắt nguồn từ một sự quan sát gắn với truyền thuyết: những con bọ hung Ai Cập sử dụng phân động vật làm thức ăn cho những con non của nó. Mà với một số lượng bọ hung đông đúc hoàn toàn sống dựa vào những bãi phân thì đối với chúng, thứ thức ăn bốc mùi này quả thật quý như vàng, và vì thế mà tranh chấp xảy ra. Chúng phải tìm cách lăn cục phân đi càng nhanh càng tốt khỏi đống phân và tìm một nơi chôn "kho báu" để giữ cho nó không bị cướp lại bởi những bà mẹ côn trùng khác.
Chúng sử dụng hai chân sau để lăn phân-điều này đồng nghĩa với việc phải lộn ngược thân mình trong tư thế trồng cây chuối, mà như vậy thì không tiện cho việc quan sát đường đi cho lắm. Bởi vậy, những con bọ hung sử dụng hướng di chuyển của Mặt Trời, tức là từ Đông sang Tây làm la bàn định vị, những ông chủ kim tự tháp nhìn thấy các viên phân tròn dịch chuyển theo hướng di chuyển của Mặt Trời, rồi lại biến mất xuống lòng đất (bọ hung chôn phân trước khi đẻ trứng lên đó) đã ví những hình tượng không lấy gì làm vệ sinh lắm ấy với thần Mặt Trời, thần linh tối cao của họ. Và để trả ơn cho công lao dọn vệ sinh của con bọ hung, người Ai Cập đã trao cho chúng cái chức danh "người dẫn đường cho thần Mặt Trời".
Hầu hết chúng ta đều không ý thức được rằng, lợi ích lớn nhất của côn trùng chính là loài ăn côn trùng (insectivores). Nhiều loài côn trùng như châu chấu có thể sinh sản nhanh đến nỗi mà chúng có thể bao phủ Trái Đất chỉ trong một mùa sinh sản. Tuy nhiên có hàng trăm loài côn trùng khác ăn trứng của châu chấu, một số khác thì ăn cả những con trưởng thành. Vai trò này trong sinh thái thường được cho là của các loài chim, nhưng chính côn trùng, mặc dù không thực sự quyến rũ như những loài lông vũ kia mới chính là những con vật có vai trò quan trọng hơn. Với bất kỳ loài côn trùng có hại nào, như con người thường gọi, thì cũng có một loài ong bắp cày là vật ký sinh hay là thiên địch của chúng và giữ một vai trò quan trọng trong việc kiểm soát các loài có hại đó. Sự quan tâm của với việc kiểm soát dịch hại bằng thuốc trừ sâu có thể có tác dụng phản lại, thực tế thì chúng ta đã không nhận ra rằng chính côn trùng đã tự kiểm soát lẫn nhau và cả các quần thể có hại. Vì vậy, kiểm soát bằng thuốc độc thậm chí có thể dẫn đến sự bùng phát một loạt dịch hại nào đó.

## Phân loại
Phân lớp: Apterygota (Không cánh)
- - Bộ Archaeognatha (Hàm nguyên thủy)
  - Bộ Thysanura (Đuôi tơ, Ba đuôi, Anh vĩ)
  - Bộ Monura - (Độc vĩ, Một đuôi) tuyệt chủng

Phân lớp: Pterygota (Có cánh)
- - Bộ Ephemeroptera (Phù du)
  - Bộ Odonata (Chuồn chuồn)
  - Bộ Diaphanopteroidea - tuyệt chủng
  - Bộ Palaeodictyoptera - tuyệt chủng
  - Bộ Megasecoptera - tuyệt chủng
  - Bộ Archodonata - tuyệt chủng
- Siêu bộ: Neoptera (Cánh mới)
  - Bộ Blattodea (Gián)
  - Isoptera (Bộ Đẳng cánh-Cánh Đều: Mối. Hiện có người xếp mối vào bộ gián-Blattodea)
  - Mantodea (Bọ ngựa)
  - Bộ Dermaptera (Cánh da)
  - Bộ Plecoptera (Cánh úp)
  - Bộ Orthoptera (Cánh thẳng: Châu chấu, cào cào, muỗm, dế)
  - Bộ Phasmatodea (Bọ que)
  - Bộ Embioptera (Cánh lợp, bọ chân dệt)
  - Bộ Zoraptera (Rận đất)
  - Bộ Grylloblattodea
  - Bộ Mantophasmatodea (gladiators)
- Siêu bộ: Exopterygota (Cánh ngoài)
  - Bộ Psocoptera (Rệp sáp, Mọt)
  - Bộ Thysanoptera (Cánh viền, Bọ trĩ)
  - Bộ Phthiraptera (Rận, chấy)
  - Bộ Hemiptera (Cánh nửa)
- Siêu bộ: Endopterygota (Cánh trong)
  - Raphidioptera (snakeflies)
  - Megaloptera (Cánh rộng)
  - Neuroptera (Cánh gân: Tảo linh)
  - Coleoptera (Cánh cứng: Bọ rùa, Bọ hung)
  - Strepsiptera (Cánh vuốt)
  - Mecoptera (Cánh dài)
  - Siphonaptera (Cánh ống: Bọ chét)
  - Diptera (Cánh đôi-Hai cánh: Ruồi, Muỗi)
  - Trichoptera (Cánh lông)
  - Lepidoptera (Cánh vẩy, cánh phấn: bướm, ngài, nhậy)
  - Hymenoptera (Cánh màng: Ong, kiến)
  - Miomoptera - tuyệt chủng
  - Protodiptera (Hai cánh nguyên thủy) tuyệt chủng

## Hóa thạch và tiến hóa

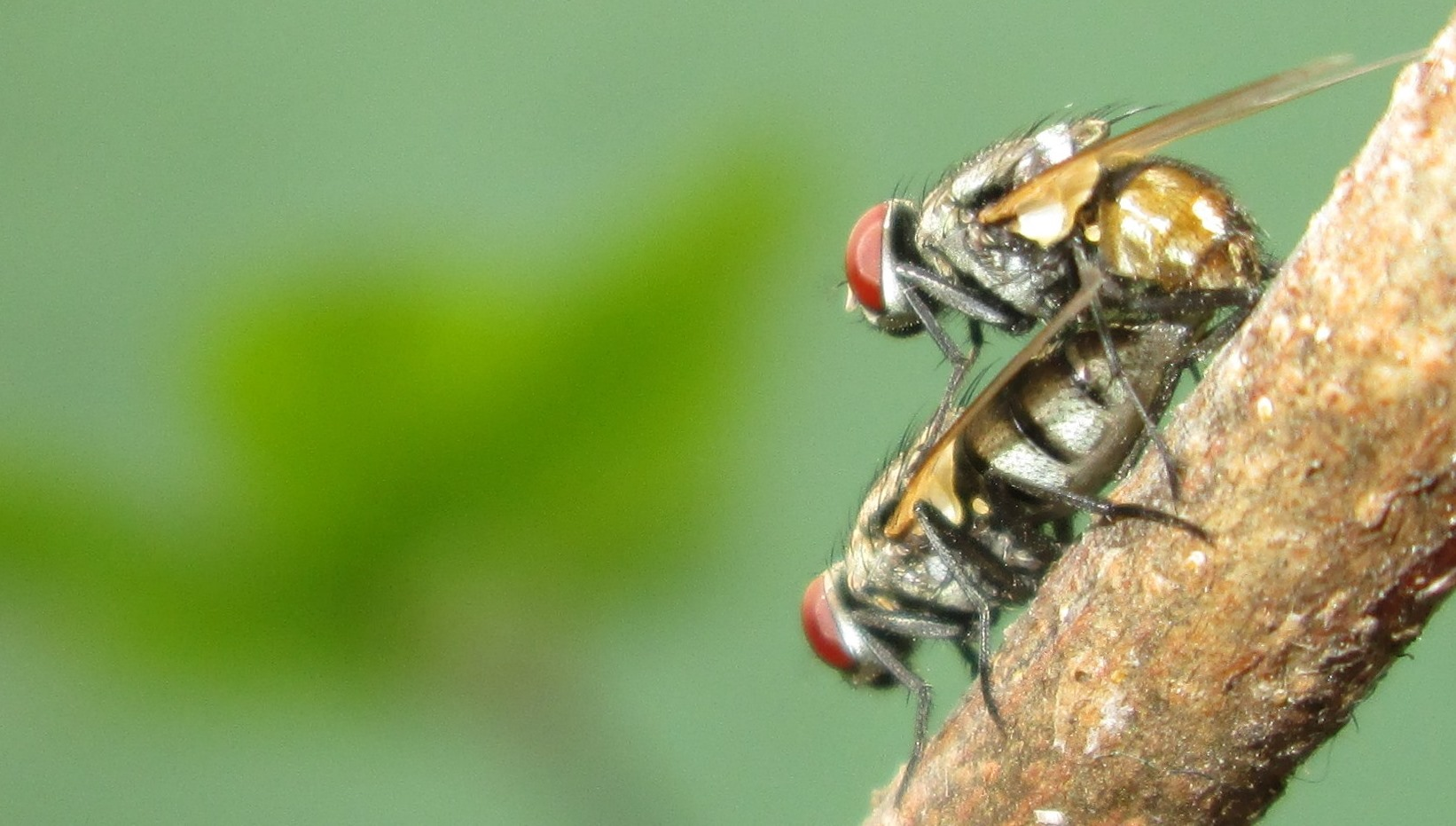
Một cặp ruồi đang giao phối với nhau

Các mối quan hệ của các nhóm côn trùng vẫn chưa rõ ràng. Mặc dù người ta vẫn cho rằng côn trùng cùng nhóm với nhiều chân (millipedes & centipedes). Các bằng chứng đã cho thấy côn trùng có mối quan hệ với giáp xác. Hóa thạch côn trùng được tìm thấy trong suốt kỷ Cacbon, khoảng 350 triệu năm trước. Các dạng đó bao gồm một vài bộ hiện nay đã tuyệt chủng và có nhiều loài lớn hơn các loài côn trùng đang sống hiện nay. Có rất ít những dữ liệu sơ khai về các côn trùng bay vì các côn trùng có cánh sớm nhất đã có khả năng bay. Ngày nay người ta cho rằng cánh là do các mang biến đổi cao độ mà thành và một vài côn trùng có một cặp cánh nhỏ gắn vào đốt ngực thứ nhất và như vậy nó sẽ có tổng số 3 cặp cánh.
Kỷ Permi, cách đây 270 triệu năm, đã chứng kiến sự phát triển thịnh vượng của các nhóm côn trùng; nhiều nhóm đã tuyệt chủng cùng trong sự kiện tuyệt chủng kỷ Permi - Trias, sự tuyệt chủng lớn nhất trong lịch sử Trái Đất. Các loài cánh màng thích nghi thành công nhất ở kỷ Creta nhưng phát triển đa dạng ở đại Tân Sinh.
Nhiều loài côn trùng ngày nay đã phát triển từ đại Tân sinh. Trong thời kỳ này chúng ta tìm thấy các côn trùng được bảo vệ trong hổ phách, một điều kiện hoàn hảo và dễ dàng trong việc so sánh với các loài hiện nay. Khoa học nghiên cứu hoá thạch côn trùng được gọi là paleoentomology.

## Quan hệ với con người
Nhiều loài côn trùng được coi là loài gây hại của con người. Côn trùng được coi là loài gây hại bao gồm những loài ký sinh (muỗi, chí, rệp), truyền bệnh (muỗi, ruồi), gây thiệt hại (mối) hoặc phá hoại hàng hoá nông nghiệp (cào cào, mọt ngũ cốc). Nhiều nhà côn trùng học đã tiến hành nhiều hình thức kiểm soát dịch hại như nghiên cứu cho các công ty để sản xuất thuốc trừ sâu, nhưng ngày càng kiểm soát dịch hại dựa vào phương pháp sinh học như dùng thiên địch. Phương pháp sinh học sử dụng một trong những sinh vật để giảm mật độ dân số sinh vật khác (các loài vật gây hại) và được xem là một yếu tố quan trọng của quản lý dịch hại tổng hợp. Mặc dù nhiều nỗ lực to lớn để kiểm soát côn trùng, những cách thức mà con người áp dụng có thể gây chết các thiên địch. Việc sử dụng bừa bãi các chất độc có thể giết nhiều loài trong hệ sinh thái, gồm cả những loài ăn côn trùng như chim, chuột và nhiều loài khác. Một ví dụ điển hình là việc sử dụng DDT đã gây hại cho các động vật hoang dã và giết nhiều thiên địch.